# Vorkosten
Vorkosten sind Aufwendungen beim Eigenheimbau, die zwar nicht zu den Herstellungs- oder Anschaffungskosten zählen, aber doch mit dem Bau oder Kauf eines Eigenheims zusammenhängen und bereits vor dem Einzug anfallen. Diese Vorkosten können sofort und in voller Höhe steuerlich abgesetzt werden. 
Zu den Vorkosten gehört auch das Disagio (“Damnum”). Es kann im Gegensatz zu den Schuldzinsen, die nach dem Einzug fällig sind, steuerlich abgesetzt werden und mindert das zu versteuernde Einkommen in der entsprechende Höhe. 
Deshalb sind Bankkunden bestrebt, ein möglichst hohes Damnum zu vereinbaren. Das Finanzamt erkennt in der Regel pro Jahr der Zinsbindung ein Damnum von bis zu ein Prozent an.